# Michelle Agyemang
Michelle Agyemang (South Ockendon, 3 febbraio 2006) è una calciatrice inglese, attaccante del Brighton & Hove, in prestito dall'Arsenal e della nazionale inglese.

## Carriera

### Club
Agyemang nasce e cresce con la famiglia, di origini ghanesi, a South Ockendon, cittadina nei pressi di Thurrock, nell'Essex, dove condivide con il padre e i fratelli la passione per il calcio.
Da tifosa dell'Arsenal, si dichiara una Gunners per tutta la vita, riesce a iniziare la carriera con l'Accademy della sua squadra del cuore già dai 6 anni d'età rimanendo legata al club londinese in tutta la sua trafila nelle giovanili. Con l'Accademy, durante la stagione 2022-2023 di Professional Game Academy League - Southern Division, l'ultima con le giovanili delle Gunners, marca 11 presenze siglando 15 reti, migliore realizzatrice della squadra nel campionato, che assieme ai 4 gol su 2 incontri di Coppa ne fanno una dei talenti più interessanti del torneo under 21 di categoria.
In quella stessa stagione viene aggregata anche alla prima squadra, dove sotto la guida tecnica di Jonas Eidevall debutta, ancora sedicenne, in Women's Super League, massimo livello professionistico della piramide calcistica inglese di categoria, il 6 novembre 2022, alla 7ª giornata di campionato, rilevando l’infortunata Lina Hurtig al 77' della vittoria esterna per 4-0 sul Leicester City. In seguito durante la stagione Eidevall la impiega occasionalmente, tuttavia la giovane attaccante ha occasione di mettersi in luce siglando la sua prima rete per il club il 29 gennaio 2023, nel quarto turno della Women's FA Cup con il Leeds United, l'ottavo dell'incontro poi conclusosi 9-0 per l'Arsenal, rete poi nominata dai tifosi Arsenal's Goal of the Month per il mese di gennaio 2023 e giunta seconda dopo quella siglata da Bukayo Saka al Manchester Utd in Premier League. Ha inoltre l'opportunità di debuttare in UEFA Women's Champions League, facendo la sua prima apparizione nel torneo UEFA per club il 1º maggio 2023, rilevando Jennifer Beattie nei minuti finali del secondo tempo supplementare della semifinale persa 3-2 con le tedesche del Wolfsburg.
Durante la pausa estiva, dopo che il club in un comunicato del 23 giugno affermava l'impegno di Agyemang a firmare un contratto da professionista con l'Arsenal al compimento del diciottesimo anno di età, viene annunciato il suo trasferimento al Watford con un accordo a doppio contratto, per indossare la maglia giallonera del club della città dell'Hertfordshire neopromossa nel campionato di Women's Championship. Fa il suo debutto con il Watford il 3 settembre, nella sconfitta esterna per 3-2 con il 	
London City Lionesses della 2ª giornata di campionato, subendo nello stesso incontro un infortunio che ne compromette la disponibilità per prima parte della stagione.
Il 17 dicembre, al ritorno sul campo dopo il recupero, Agyemang ha segnato i suoi primi gol per il club, una doppietta che apre le marcature con il London City Lionesses nel pareggio casalingo per 3-3 nel girone di ritorno, tuttavia il suo apporto realizzativo si limita a un'altra doppietta, al Birmingham City, aiutando la squadra a muovere la classifica con una vittoria per 2-0 ma che dopo qualche mese non riesce a evitare la retrocessione terminando il campionato al 12º e ultimo posto.
Tornata formalmente in organico con le Gunners, in data 13 settembre 2024 il club annunzia la decisione di cederla un'ulteriore stagione in prestito, questa volta al Brighton & Hove, con il quale torna a disputare la Women's Super League. A disposizione di Dario Vidošić fa il suo debutto con la nuova maglia già dalla alla 1ª giornata di campionato, solo pochi minuti in sostituzione di Kiko Seike a fine partita, riuscendo, nel corso della stagione, pur partendo quasi sempre dalla panchina a marcare 17 presenze, facendo il suo primo gol in Women's Super League fissando il risultato sul 4-2 nella vittoria sull'Aston Villa della 3ª giornata. Al termine della stagione oltre alle 3 reti in campionato si aggiungono le due realizzate in Women's FA Cup al Durham e in FA Women's League Cup al Bristol City.

### Nazionale
Agyemang inizia a essere convocata dalla Federcalcio inglese dal 2022, anno nel quale dopo essersi messa ben presto in luce per aver realizzato 2 reti su 2 presenze con la selezione under 16 viene inserita in rosa dal tecnico John Salomon con la formazione under 17 che affronta la fase élite di qualificazione all'Europeo di Bosnia ed Erzegovina 2022, segnando in quell’occasione una doppietta nella vittoria per 8-0 sulla Croazia, ma dove la sua nazionale fallisce l'accesso alla fase finale. Rimasta in quota anche per la successiva edizione di Estonia 2023 la subentrata Natalie Henderson la convoca fin dalle prime fasi di qualificazione, dove sigla 4 reti contribuendo questa volta all'accesso alla fase finale. Confermata da Mo Marley, che rileva Henderson prima della partenza per l'Estonia, nella lista delle 20 ragazze annunciata l'11 maggio, contribuisce al primo passaggio del turno siglando le doppietta che assicurano le vittorie per 2-1 sulla Polonia e 3-1 sulla Svezia chiudendo a pari punti con la Francia il gruppo B della fase a gironi, per poi condividere con le compagne l'amarezza per l'eliminazione in semifinale da parte della Spagna.
Prima della fine dell'anno viene convocata in under 19 per il quadrangolare dell'Algarve Cup per quell'edizione riservato alle giovanili pari età, segnando una doppietta nel pareggio per 3-3 con i Paesi Bassi nell'incontro del 4 dicembre.
Il tecnico John Griffiths la chiama anche per la fase élite di qualificazione all'Europeo di Lituania 2024, dove con la rete della vittoria per 1-0 sul Portogallo ipoteca l'accesso alla fase finale, confermandola poi nella rosa delle 20 Young Lionesses in partenza per il paese baltico. Durante il torneo sigla una tripletta nella schiacciante vittoria per 10-0 sulle padrone di casa della Lituania, con la sua nazionale che chiude la fase a gironi al primo posto del gruppo A per poi perdere, in semifinale, il confronto con la Spagna, squadra che nella finale del 27 luglio si aggiudicherà il suo sesto titolo europeo. Rimasta in quota anche per la successiva edizione di Polonia 2025, disputa la prima fase di qualificazione, insolitamente iniziata a fine novembre, sotto la guida tecnica di Lauren Smith, siglando una rete nell'incontro inaugurale dell'Inghilterra nella vittoria per 2-1 sulla Turchia.
Dell'ottobre 2024 è la sua prima convocazione in U-23, chiamata in vista di una serie di amichevoli con le pari età di Paesi Bassi e Portogallo, segnando la sua prima doppietta per l'Inghilterra under 23 nella sconfitta per 3-2 con la Germania del 20 febbraio 2025.
Dopo aver saltato il primo incontro con l'U-19, causa doppio giallo, della fase élite per la qualificazione a Polonia 2025 e aver segnato un'ulteriore rete nella successiva vittoria per 5-1 sull'Austria del 5 aprile, il giorno successivo riceve la prima convocazione con la nazionale maggiore, quando la ct Sarina Wiegman è costretta a sopperire all'infortunata Alessia Russo in previsione dell'incontro di UEFA Women's Nations League con il Belgio.

## Statistiche

### Presenze e reti nei club
Statistiche (parziali) aggiornate al 21 luglio 2025.
| Stagione        | Squadra         | Campionato      | Campionato | Campionato | Coppe nazionali | Coppe nazionali | Coppe nazionali | Coppe continentali | Coppe continentali | Coppe continentali | Altre coppe | Altre coppe | Altre coppe | Totale | Totale |
| Stagione        | Squadra         | Comp            | Pres       | Reti       | Comp            | Pres            | Reti            | Comp               | Pres               | Reti               | Comp        | Pres        | Reti        | Pres   | Reti   |
| --------------- | --------------- | --------------- | ---------- | ---------- | --------------- | --------------- | --------------- | ------------------ | ------------------ | ------------------ | ----------- | ----------- | ----------- | ------ | ------ |
| 2022-2023       | Arsenal         | WSL             | 3          | 0          | CI              | 1               | 1               | UWCL               | 1                  | 0                  | WLC         | 0           | 0           | 5      | 1      |
| 2023-2024       | Arsenal         | WSL             | 1          | 0          | CI              | -               | -               | UWCL               | -                  | -                  | WLC         | -           | -           | 1      | 0      |
| 2023-2024       | Watford         | WNL-SD          | 9          | 4          | CI              | 1               | 1               | -                  | -                  | -                  | WLC         | 0           | 0           | 10     | 5      |
| 2024-2025       | Brighton & Hove | WSL             | 17         | 3          | CI              | 2               | 1               | -                  | -                  | -                  | WLC         | 3           | 1           | 22     | 5      |
| 2025-2026       | Arsenal         | WSL             | -          | -          | CI              | -               | -               | UWCL               | -                  | -                  | WLC         | -           | -           | -      | -      |
| Totale Arsenal  | Totale Arsenal  | Totale Arsenal  | 4          | 0          | -               | 1               | 1               | -                  | 1                  | 0                  | -           | 0           | 0           | 6      | 1      |
| Totale carriera | Totale carriera | Totale carriera | 30         | 7          | -               | 4               | 3               | -                  | 1                  | 0                  | -           | 3           | 1           | 38     | 11     |

### Cronologia presenze e reti in nazionale
| Cronologia completa delle presenze e delle reti in nazionale ― Inghilterra | Cronologia completa delle presenze e delle reti in nazionale ― Inghilterra | Cronologia completa delle presenze e delle reti in nazionale ― Inghilterra | Cronologia completa delle presenze e delle reti in nazionale ― Inghilterra | Cronologia completa delle presenze e delle reti in nazionale ― Inghilterra | Cronologia completa delle presenze e delle reti in nazionale ― Inghilterra | Cronologia completa delle presenze e delle reti in nazionale ― Inghilterra | Cronologia completa delle presenze e delle reti in nazionale ― Inghilterra |
| Data                                                                       | Città                                                                      | In casa                                                                    | Risultato                                                                  | Ospiti                                                                     | Competizione                                                               | Reti                                                                       | Note                                                                       |
| -------------------------------------------------------------------------- | -------------------------------------------------------------------------- | -------------------------------------------------------------------------- | -------------------------------------------------------------------------- | -------------------------------------------------------------------------- | -------------------------------------------------------------------------- | -------------------------------------------------------------------------- | -------------------------------------------------------------------------- |
| 8-4-2025                                                                   | Lovanio                                                                    | Belgio                                                                     | 3 – 2                                                                      | Inghilterra                                                                | UEFA Women's Nations League 2025 - 1º turno                                | 1                                                                          | 80’                                                                        |
| 5-7-2025                                                                   | Zurigo                                                                     | Francia                                                                    | 2 – 1                                                                      | Inghilterra                                                                | Euro 2025 - 1° turno                                                       | -                                                                          | 86’                                                                        |
| 17-7-2025                                                                  | Zurigo                                                                     | Svezia                                                                     | 2 – 2 dts (2 - 3 dtr)                                                      | Inghilterra                                                                | Euro 2025 - Quarti di finale                                               | 1                                                                          | 70’ 87’                                                                    |
| 22-7-2025                                                                  | Ginevra                                                                    | Inghilterra                                                                | 2 – 1 dts                                                                  | Italia                                                                     | Euro 2025 - Semifinale                                                     | 1                                                                          | 85’                                                                        |
| 27-7-2025                                                                  | Basilea                                                                    | Inghilterra                                                                | 1 – 1 dts (3 - 1 dtr)                                                      | Spagna                                                                     | Euro 2025 - Finale                                                         | -                                                                          | 71’                                                                        |
| Totale                                                                     |                                                                            | Presenze                                                                   | 5                                                                          |                                                                            | Reti                                                                       | 3                                                                          |                                                                            |

## Palmarès

### Nazionale
- Campionato d'Europa: 1

2025